# 格利泽784
格利泽784 是一顆位於望遠鏡座的紅矮星，可能擁有一顆系外行星伴星。這顆恆星發出的光線太微弱，肉眼無法看到，視星等為 7.96。 根據視差確定格利泽784距離太陽20.1光年，並以 −33.5 km/s 的徑向速度漂移得更近。預計該恆星系統將在約121,700年的時間內接近到11.4光年處。
這是一顆小型M型主序星，恆星分類為M0V。它比太陽年輕得多，年齡為約0.85億年。儘管如此，它的自轉周期大約48天。這顆恆星的質量是太陽的58%，半徑是太陽的58%。它從其光球層輻射的光度僅為太陽光度的6%。